# 九六式軽機関銃
九六式軽機関銃（きゅうろくしきけいきかんじゅう）は、1930年代前中期に開発・採用された大日本帝国陸軍の軽機関銃。

## 開発経緯
日露戦争において、ロシア軍の装備する当時の最新兵器の機関銃により、敵陣を攻撃する歩兵の突撃隊にたびたび大損害を被った日本陸軍は機関銃の有効性を認識し、自らも機関銃を導入して運用し、かつ使用法を研究した。
当時の機関銃は重量も50kgをゆうに超え、台車に据えつけて移動には馬匹牽引する、のちの重機関銃に相当するもので、前線において移動・設置・発射準備に手間がかかり、馬のほか10数名の分隊により運用された。しかし第一次大戦後、歩兵戦闘は大部隊の密集突撃戦法から、徐々に小隊規模の浸透戦法へ変わっていき、それに伴い、1人か2人の歩兵の銃手により運用が可能な、軽量で機動的な機関銃が必要とされるようになった。
軽量な機関銃の開発に着手した日本陸軍は1922年（大正11年）に十一年式軽機関銃を制式採用し、翌1923年（大正12年）の春から各部隊に配備していった。満州事変で初陣を飾った十一年式軽機であるが、構造上砂塵に弱く、特に機関部に入り込んだ砂塵により故障が相次いだ。

## 開発

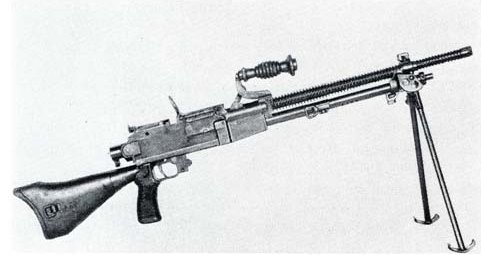
弾倉を外した九六式軽機関銃。弾倉口の防塵カバーは閉じられている。

十一年式軽機の不具合に対し、既に制式化された実包を使用し、信頼性が高く性能良好な扱いやすい新型軽機の開発が陸軍によって1931年（昭和6年）に着手された。
1932年（昭和7年）から開発が始まったが、当初は陸軍造兵廠小倉工廠および、東京瓦斯電気工業、日本特殊鋼、南部銃製造所（1936年に中央工業へ社名変更）の各社による競作であった。1933年（昭和8年）に各社の試作銃の比較審査を行い、その中から小倉工廠と南部銃製造所に試作銃の改良が指示された。
開発促進のため南部側に陸軍技術本部が加わり、前述の小倉工廠と南部銃製造所による各試作銃の長所を取り入れて改良設計したA号銃を南部が製作、B号銃を陸軍造兵廠が製作した。このうちB号銃はチェコスロバキア製ZB26軽機関銃とよく似ており模倣・コピーとされ、ZB26と同じく機関部下部から排莢する。事実、A号･B号両銃の試験資料において、参考として十一年式軽機と共に挙げられているチェッコ機銃（ZB26と思われる）の項目にある復座ばねの詳元表記は「B号銃と同じ」となっている
両銃は1934年（昭和9年）11月までに納入され、同年11月より1935年（昭和10年）5月まで各種比較試験が繰り返された。南部銃製造所のA号銃（弾倉を除く総重量7,980g）の方が、B号銃（弾倉を除く総重量9,000g）より1,000g以上軽量かつ耐久性・機能性など技術的に優れていたため、同年8月の陸軍技術研究本部の審査会によりA号銃の採用が決定され、以降は南部銃製造所（中央工業）が主体となって、A号銃に更なる改良を加えた試製軽機の開発が進められた。1936年1月に陸軍技術研究本部の審査会によりA号銃は試製九六式軽機関銃と命名され、1937年（昭和12年）7月に仮制式制定上申を経て、1938年（昭和13年）6月に九六式軽機関銃として制式制定された。なお採用されなかったB号銃は九七式車載重機関銃の開発へ繋がることになる。

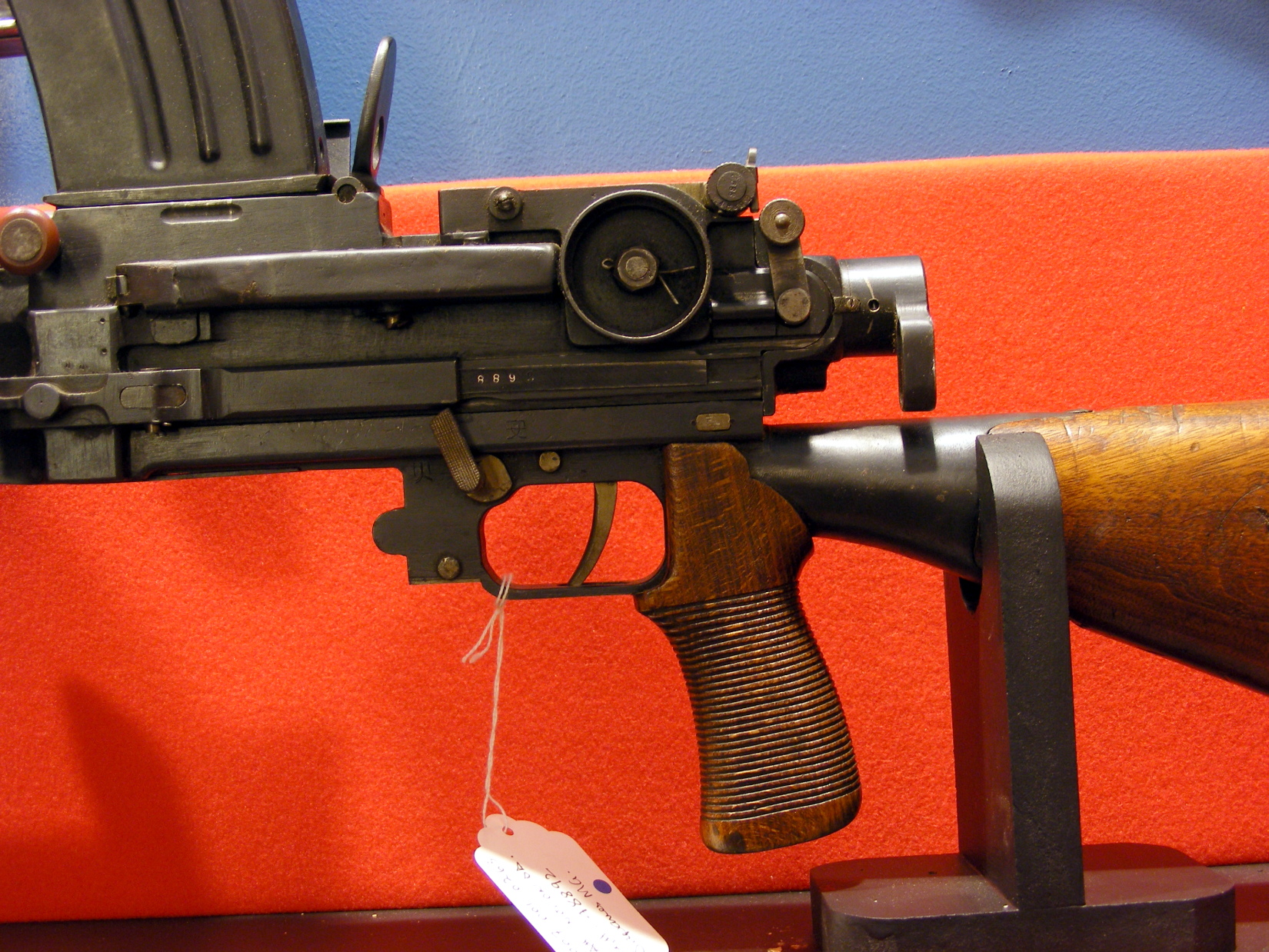
九六式軽機関銃の機関部左側面。円形の物は照尺転輪、左側の長方形の物は蹴子の防塵カバー（蹴子覆）。

九六式軽機（A号銃）は、その外観から中国国民党軍が使用していた「無故障機関銃」こと、ZB26や改良型ZB30を模倣したとされることがある。内部的にはガス作動機構に南部麒次郎が開発担当した多くの機関銃と同様にホチキス機関銃の影響が強く、ボルト下方の下部レシーバーに取り付けられたブロックが上下に揺動するロッキングブロック式（ガスピストンロッド上面の傾斜面によって操作される上昇/下降ロッキングブロックを備え、ガスピストンロッドの前方への移動によりブロックが上昇してボルト下側の切り込みにかみ合いボルトが閉鎖され、ガスピストンロッドの後方への移動によりブロックが下降しボルトが開放される機構）が採用されておりボルトロック機構が異なる、メインスプリングおよび銃床の配置が異なるなど、ZB26系とは相違点が多い。また、B号銃やZB26系とは異なり機関部右側面より排莢する方式を採用しており、機構としてはZB26やイギリスのブレン軽機関銃のコピーではない。一方で外観はZB26の影響を強く受けており、全体的なレイアウトのほか、照尺転輪にもZB26に類似した様式のものが採用されている。

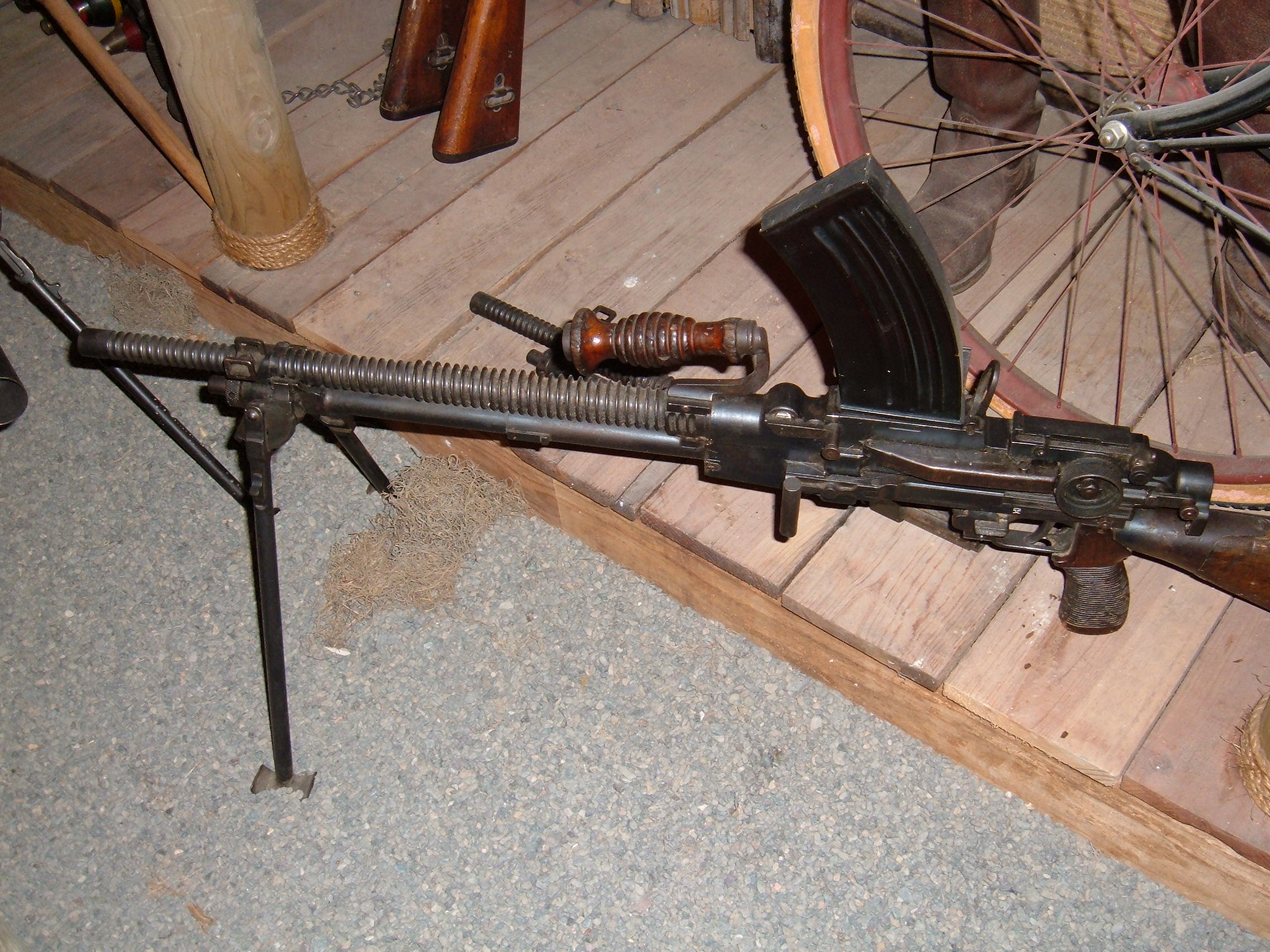
九六式軽機関銃

南部麒次郎は開発期間中の1935年2月にZB26系とは異なるボルトロック構造に関する特許を、また1936年3月には安全装置に関する特許などを出願し、これらは九六式軽機やのちの新型軽機の開発にも生かされている。
銃身には銃腔の磨耗対策としてクロームメッキ塗装が施され、銃身命数は19,000発、レシーバー先端左上のラッチレバー（銃身止）を回して解放することにより簡単に銃身の交換が出来た。弾薬は口径6.5mmの三八式実包を使用。装弾数はZB26が20発であるのに対し九六式軽機は30発の箱型弾倉を採用した。箱型弾倉の採用に加え薬莢蹴出窓・弾倉口に防塵用蓋板を備え、十一年式では剥き出しだったシーソー式の蹴子にも防塵カバー（蹴子覆）が設けられたため、機関部に砂塵やゴミの混入が少なくなったことから銃本体の塗油装置は廃止された（設計要領では可能ならば装弾器に給油装置を設け、弾倉に実包を装弾する際に塗油されるよう要求していた）。弾倉の背面には丸い小窓があり、通常は薬莢の底部が見えるが、残弾が4発以下になると、射手に弾切れを予告する表示が出た。弾倉を銃に装着すると残弾表示窓の真後ろに弾倉止めレバーが配置しているため、射撃姿勢にある射手が残弾表示を目視できるよう、弾倉止めレバーの中央にも開口部が設けられている。
安全装置は引き金の左前方にあり、安全位置にすると引き金と槓杆が固定される。
また、点射による狙撃を主とする運用上必要な眼鏡（照準眼鏡、スコープ）をオプションとして装着できた。銃の真上に弾倉が配置されるため、照門・照星（アイアンサイト）は射手から見て弾倉の左にオフセットして設置される。一方眼鏡の本体・接眼部は弾倉の真後ろに装着されるが、対物レンズはプリズムを使うことで、射手から見て弾倉の右にオフセットされる。照門・照星と眼鏡（接眼部）とは互いに干渉していないため、眼鏡を装着した状態でも両者を使い分けることができる。照門座のつまみを回すと、照門の左右微調整を行うことができる。
開発当初の要求仕様では軽三脚架での運用を主とする旨が明記されていたが、最終的には十一年式と同じく二脚を標準装備する形態に落ち着いた。この二脚は地上目標に対する射撃時は勿論の事、航空機の襲来の際にも兵士一名が射手に正対して正座し、二脚を肩に乗せる姿勢を取る事で対空射撃に用いられた。歩兵操典においては、地上部隊の脅威となる敵航空機に対しては専用の高射砲や高射機関砲を運用する高射砲兵・機関砲兵に限らず、野戦では歩兵も小銃・軽機関銃・重機関銃をもって全力で対空射撃(九九式短小銃#対空射撃)にあたるものとされていた為である。実際に当時の戦闘風景を捉えた写真では、三八式歩兵銃を装備した多数の兵士と共に、この射撃姿勢で対空射撃に当たる九六式軽機のカットが残されている。

## 実戦投入

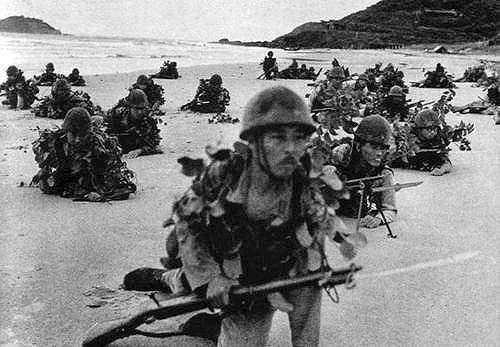
1941年、マレー作戦における九六式軽機関銃（右奥、着剣状態）

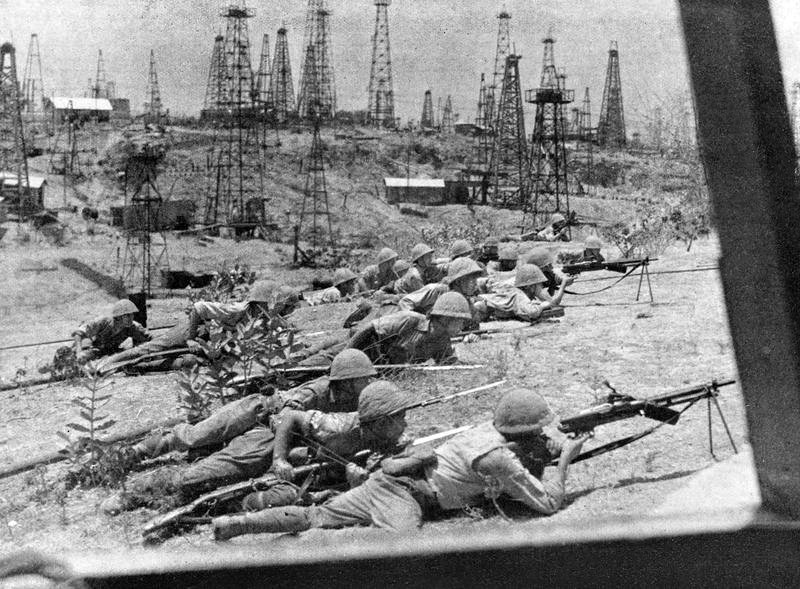
1942年、ビルマ戦線で運用（混用）される九六式軽機関銃（最奥）と十一年式軽機関銃（手前と奥の二挺）

日中戦争に実戦投入された九六式軽機は、その後ノモンハン事件・太平洋戦争（大東亜戦争）を通して活躍した。帝国陸軍のみならず海軍陸戦隊でも使用され（海軍では九六式軽機銃として制式）、また満州国軍など同盟国軍にも供与されている。
粉塵対策を行った本銃は十一年式軽機に比べ信頼性が高くなり、第一線部隊では非常に好評であった。生産においては当時の日本は基礎工業力が低く、加工精度も諸外国に比べて劣っていたため最終調整は熟練工に頼った。そのためか射撃時においてはガタ付が少なく命中精度は非常に高かった反面、弱装薬実包故のガス圧不足による遊底後退量不足による排莢不良や、諸外国に比べて薬莢が僅かに薄いことにより膨張した薬莢が薬室内に貼り付き千切れること（薬莢裂断）による排莢不良、更にそこへ次弾を装填してしまういわゆる突込みといった故障を度々起こした。排莢不良の原因として、薬室と薬莢のテーパーを微妙に変える必要があることを技術者が気づいていなかったためとの指摘がある。
日中戦争において中華民国がドイツやチェコなどから輸入装備していたZB26を鹵獲し調査したところ、微妙に薬室のテーパー値を変化させていることが分かり、のちの生産分の九六式軽機では薬莢の貼り付き問題が幾分解消された。またこの結果、三八式普通実包の使用が可能となり減装弾の使用は解消された。
その後、長年の懸案であった高威力の7.7mm弾薬を主力実包とすることとなり、九六式軽機に7.7mm弾を使用出来るように改良した九九式軽機関銃が開発され、1940年（昭和15年）に制式採用されても引き続き九六式軽機は生産が継続され、1943年（昭和18年）に打ち切られるまでの6年間で約41,000挺が生産された。

## 着剣装置

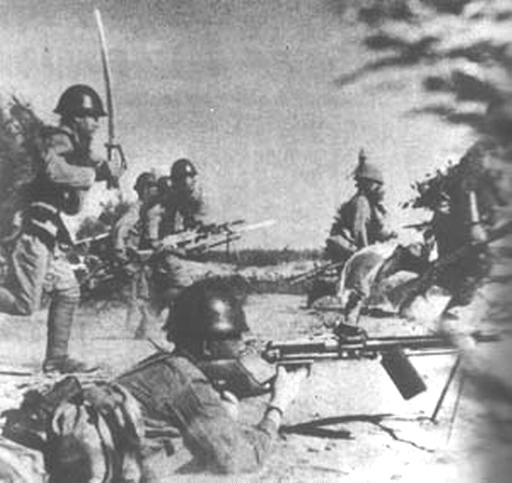
1940年、中国戦線で運用（混用）される九六式軽機関銃（左奥）と十一年式軽機関銃（手前）。十一年式は伏射で支援射撃に徹しているのに対し、着剣した九六式は小銃手とともに突撃ないし攻撃前進中

九六式軽機は、軽機としては珍しく銃身下に銃剣の着剣装置を持つ。着剣の際には、ガスバルブの頭部に銃剣の鍔、ガス筒先端下面の梁部に銃剣の駐梁溝部をそれぞれ装着する。この特徴は同じく着剣装置を持つ九九式軽機と同様にたびたび論争の的になっている。
着剣装置が設計に追加された時期は現時点で定かではないが、1937年（昭和12年）の改正歩兵操典草案が編纂される経緯を追っていくと、おそらくは1935～1936年前後であると見られる。これ以前の1928年（昭和3年）の歩兵操典では、軽機は専門の独立した分隊を編成し、小隊内の他の小銃分隊の火力支援を行う編制を採っている。従って、この配備運用方式に基づいていた1932年の開発当初段階では軽三脚架での使用が主であると考えられていた。当然、最初の要求仕様や開発経緯に着剣装置の文言は出ていない。むしろ歩兵用には肩付銃床は不要（騎兵用には必要）であるとまでされており、実際に九六式軽機が完成した姿とはかなりの隔たりがある。いわばアメリカ軍のM1919機関銃と類似するような形状が要求されており、満洲事変以降の実戦をまだ経験していない、この時点での陸軍の軽機運用の方針は未だ固まったものとはなっていない様子が窺える。
これが1937年歩兵操典草案になると軽機は小銃分隊に編合配備され、一般によく知られている軽機運用法に進化し、小隊内の第1～3分隊に1挺ずつの装備が定数となった。ここに至り、軽機は従来と異なり小銃手と全く行動を共にしなければならなくなった。
つまり、確固とした技術上や用兵上の理由があって追加したわけではなく、「もしかしたら使うかもしれないから、大した手間でもないし取り敢えず付けてみた」という程度のものだったという可能性もある。だからこそ、制式制定審査経緯にも着剣装置の追加に関する記述がないとも考えられる。
なお、「銃剣を付けた状態だと命中精度が上がる」との旧軍兵士や元アメリカ軍人の証言があり、2000年代初頭に須川薫雄ら米国在住の研究グループが行った射撃実験でも、着剣状態の方が命中精度が上がっている事が確認された。このことを考慮すると、重心が後ろに傾いている九六式軽機・九九式軽機のバランサー、銃身部のウエイトとして振動抑制の役目と、駐屯地や検問所などでの威圧が目的であるとも考えられる。当時の分列行進を写した写真には、銃手が着剣した九六式軽機または九九式軽機を「担え銃」の姿勢で保持しているカットが残されている他、支那派遣軍を撮影したアルバムにも擬装網を着用した兵士が着剣状態の九六式軽機を掩体から射撃する様子を捉えた写真が残されている。

## 登場作品

### 映画・テレビドラマ
『ウインドトーカーズ』
『ウルトラQ』
第22話にて出動した自衛隊が装備し、集落に姿を現した巨人に対して銃口を向ける。
『シン・レッド・ライン』
『太陽を盗んだ男』
冒頭のバスジャック犯が使用。ただし、マガジンが挿さっていない状態で乱射するなど製作上のミスが発生している。

### アニメ
『THE UNLIMITED 兵部京介』

### 漫画
『独立戦車隊』
「ハート・オブ・ダークネス」にて、反乱を起こした久留津大佐の部下が装甲艇に対して使用するが、背後から丸尾中尉のステン短機関銃の銃撃を受け、銃手が死亡し、無力化される。
『総員玉砕せよ!』
「本陣営の一角くずれる」に登場。
『鉄の竜騎兵』
主人公の乗る九七式側車付自動二輪車の側車に取り付けられる。

### ゲーム
『Rising Storm』
『THE 歩兵〜部隊で出撃!戦場の犬たち〜』
『メダル・オブ・オナーシリーズ』
『メダル・オブ・オナー ライジングサン』
『メダル・オブ・オナー パシフィックアサルト』